# William Morris Davis
William Morris Davis (12 de febrero de 1850 - 5 de febrero de 1934) fue un geógrafo estadounidense, a menudo llamado el "padre de la geografía americana" no solo por su trabajo y esfuerzos tendientes a establecer la geografía como disciplina académica sino también por sus adelantos en geografía y por el desarrollo de la geomorfología.

## Biografía
Nació en Filadelfia hijo de Edward M. Davis y Mary Mott Davis. A la edad de 19 años, obtuvo una licenciatura en la universidad de Harvard y un año más tarde la maestría en ingeniería. Posteriormente Davis pasó tres años como ayudante realizando observaciones astronómicas y determinaciones de longitudes geográficas en el Observatorio Nacional Argentino en Córdoba, Argentina y luego volvió a Harvard para dedicarse a la enseñanza. En 1878, Davis fue designado como profesor instructor en geografía física en Harvard y para 1885 fue designado profesor titular. Davis continuó enseñando en Harvard hasta su retiro en 1912. Después de su retiro, ocupó el cargo de profesor visitante en varias universidades de los Estados Unidos y Europa. Davis murió en Pasadena, California.

## Obra
William Morris Davis fue un gran impulsor de la geografía; trabajó arduamente para aumentar su reconocimiento. En el decenio de 1890-1900, Davis era un miembro influyente de un comité que ayudó a establecer estándares de la geografía en las escuelas públicas. Davis y el comité sentían que la geografía necesitaba ser tratada como ciencia general en escuelas primarias y secundarias. Gracias a sus esfuerzos estas ideas fueron adoptadas. Desafortunadamente, después de una década de la "nueva" geografía, se deslizó de nuevo a ser conocimiento dedicado a memorizar topónimos y desapareció eventualmente en los intestinos de estudios sociales.
Davis también fue un importante impulsor y colaborador de la National Geographic Society, escribiendo un gran número de artículos para la revista de la institución.
Davis también ayudó a construir la carrera universitaria de geografía. Además de entrenar algunos de los primeros geógrafos de América del vigésimo siglo (tales como Mark Jefferson, Isaiah Bowman, Curtis Marbut y Ellsworth Huntington), Davis ayudó a la formación de la Asociación Americana de Geógrafos (AAG). Reconociendo la necesidad de una organización académica de geografía, Davis resuelto con otros geógrafos formó la AAG en 1904. Davis asumió como el primer presidente de la AAG en 1904 y fue reelegido en 1905, y sirvió en última instancia un tercer mandato en 1909. Aunque Davis fue muy influyente en el desarrollo de la geografía en su totalidad, él es probablemente más conocido por ser el padre de la geomorfología.
La geomorfología es el estudio del relieve. William Morris Davis fundó este subcampo de la geografía. En su tiempo la idea tradicional del desarrollo del relieve se explicaba a través de la gran inundación bíblica, Davis y otros geógrafos comenzaron a creer que otras causas eran responsables de modelar la superficie de la Tierra. Davis desarrolló una teoría de la creación y destrucción del paisaje, a la cual llamó "ciclo geográfico". Su teoría explicaba que las montañas y demás accidentes geográficos están modelados por la influencia de una serie de factores que se manifiestan en el ciclo geográfico. Él explicó que el ciclo comienza con el levantamiento del relieve por procesos geológicos (fallas, vulcanismo, solevantamiento tectónico, etc.). Los ríos y el escurrimiento superficial comienzan a crear los valles de forma de V entre las montañas (la etapa llamada "juventud"). Durante esta primera etapa, el relieve es más escarpado y la más irregular. En un cierto plazo, las corrientes pueden tallar valles más anchos ("madurez") y después comenzar a serpentear, sobresaliendo solamente suaves colinas ("senectud"). Finalmente, todo llega a lo que es un llano plano, llano en la elevación más baja posible (llamado el "nivel de base"). Este llano fue llamado por Davis "peniplanicie" que significa "casi un llano" (dado que un llano es realmente una superficie totalmente plana). Entonces, puede ocurrir el "rejuvenecimiento" y hay otro levantamiento de montañas y el ciclo continúa. Aunque la teoría de Davis no es enteramente exacta, era absolutamente revolucionaria y excepcional en su tiempo y ayudaba a modernizar la geografía y a crear el subcampo de la geomorfología. El mundo verdadero no es absolutamente tan ordenado como los ciclos de Davis, así como los supuestos de Darwin no corresponden a la dinámica de la evolución, aun así esta teoría (como la de Darwin) en términos generales tiene aplicación por lo cual ha sido rectificada y perfeccionada a través de los aportes de científicos como Penck, Engeln, Bauling, Raisz, King entre otros, obteniendo mayor validez. Sin embargo, el mensaje de Davis fue comunicado absolutamente bien a otros científicos a través de los bosquejos y de las ilustraciones excelentes que fueron incluidos en las publicaciones de Davis.
Aunque Davis publicó alrededor de 500 trabajos, nunca obtuvo un doctorado. Davis fue ciertamente uno de los geógrafos académicos más grandes del siglo, y es considerado responsable no solo de los logros durante el curso de su vida, sino también del trabajo excepcional hecho a favor de la geografía por sus discípulos.

## Publicaciones
- Geographic methods in geologic investigations, National Geographic Magazine 1:pp. 11-26 (1888)
- The Rivers and Valleys of Pennsylvania, National Geographic Magazine 1: pp. 183-253 (1889)
- The Geographical Cycle, Geographical Journal, vol. 14, pp. 481-504 (1899)
- The Physical Geography of the Lands, Popular Science Monthly 2: pp. 157-170 (1900)
- Elementary Physical Geography. Ginn and Co, Boston, p.401.
- Geographical Essays (Boston: Ginn, 1909)